# Okres Děčín
Děčín (Duits: Tetschen) is een district (Tsjechisch: Okres) in de Tsjechische regio Ústí nad Labem. De hoofdstad is Děčín. Het district bestaat uit 52 gemeenten (Tsjechisch: Obec).

## Lijst van gemeenten
De obce (gemeenten) van de okres Děčín. De vetgedrukte plaatsen hebben stadsrechten.
Arnoltice - Benešov nad Ploučnicí - Bynovec - Česká Kamenice - Děčín - Dobkovice - Dobrná - Dolní Habartice - Dolní Podluží - Dolní Poustevna - Doubice - Františkov nad Ploučnicí - Heřmanov - Horní Habartice - Horní Podluží - Hřensko - Huntířov - Chřibská - Janov - Janská - Jetřichovice - Jílové - Jiřetín pod Jedlovou - Jiříkov - Kámen - Krásná Lípa - Kunratice - Kytlice - Labská Stráň - Lipová - Lobendava - Ludvíkovice - Malá Veleň - Malšovice - Markvartice - Merboltice - Mikulášovice - Rumburk - Růžová - Rybniště - Srbská Kamenice - Staré Křečany - Starý Šachov - Šluknov - Těchlovice - Valkeřice - Varnsdorf - Velká Bukovina - Velký Šenov - Verneřice - Veselé - Vilémov

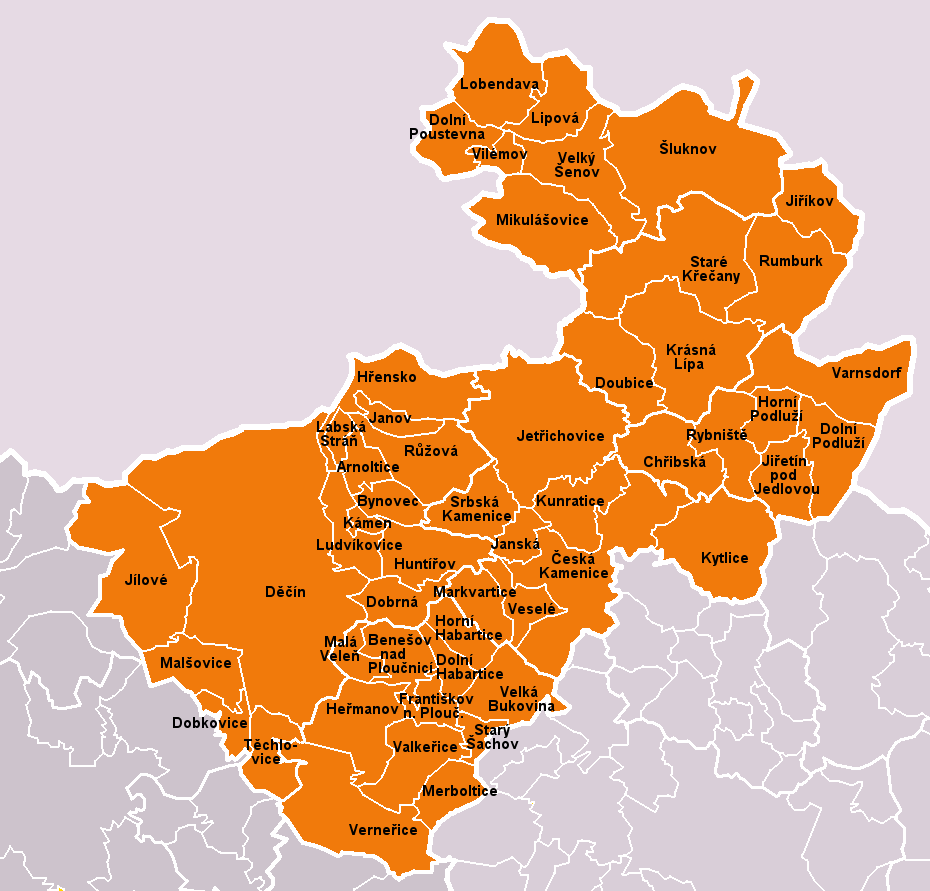
Gemeenten van okres Děčín

Děčín · Chomutov · Litoměřice · Louny · Most · Teplice · Ústí nad Labem